# Тарек Хамед
Тарек Хамед (араб. طارق حامد, нар. 24 жовтня 1988, Каїр, Єгипет) — єгипетський футболіст, півзахисник національної збірної Єгипту та клубу «Аль-Іттіхад».

## Клубна кар'єра
Вихованець футбольної школи клубу «Ель-Ґеїш». Дорослу футбольну кар'єру розпочав 2009 року в основній команді того ж клубу, в якій провів один сезон, взявши участь лише у 2 матчах чемпіонату.
Своєю грою за цю команду привернув увагу представників тренерського штабу клубу «Смуха», до складу якого приєднався 2010 року. Відіграв за александрійську команду наступні чотири сезони своєї ігрової кар'єри.
До складу клубу «Замалек» приєднався 2014 року.

## Виступи за збірну
2013 року дебютував в офіційних матчах у складі національної збірної Єгипту.
У складі збірної був учасником Кубка африканських націй 2017 року у Габоні.
| Дата       | Місто        | Господарі            | Результат               | Гості   | Турнір                                      | Голи | Примітки  |
| ---------- | ------------ | -------------------- | ----------------------- | ------- | ------------------------------------------- | ---- | --------- |
| 07-03-2013 | Ар-Раян      | Катар                | 3 – 1                   | Єгипет  | товариський матч                            | -    | 45+1' 72' |
| 05-03-2014 | Інсбрук      | Боснія і Герцеговина | 0 – 2                   | Єгипет  | товариський матч                            | -    | 90'       |
| 11-10-2015 | Абу-Дабі     | Єгипет               | 3 – 0                   | Замбія  | товариський матч                            | -    | 46'       |
| 14-11-2015 | Нджамена     | Чад                  | 1 – 0                   | Єгипет  | Відбір до ЧС 2018                           | -    | 76'       |
| 04-06-2016 | Дар-ес-Салам | Танзанія             | 0 – 2                   | Єгипет  | Відбір до Кубка африканських націй 2017     | -    |           |
| 06-09-2016 | Йоганнесбург | ПАР                  | 1 – 0                   | Єгипет  | товариський матч                            | -    | 63'       |
| 09-10-2016 | Браззавіль   | Республіка Конго     | 1 – 2                   | Єгипет  | Відбір до ЧС 2018                           | -    | 66'       |
| 13-11-2016 | Александрія  | Єгипет               | 2 – 0                   | Гана    | Відбір до ЧС 2018                           | -    |           |
| 08-01-2017 | Каїр         | Єгипет               | 1 – 0                   | Туніс   | товариський матч                            | -    |           |
| 17-01-2017 | Порт-Жантіль | Малі                 | 0 – 0                   | Єгипет  | Кубок африканських націй 2017 - 1-й етап    | -    |           |
| 21-01-2017 | Порт-Жантіль | Єгипет               | 1 – 0                   | Уганда  | Кубок африканських націй 2017 - 1-й етап    | -    | 25' 59'   |
| 25-01-2017 | Порт-Жантіль | Єгипет               | 1 – 0                   | Гана    | Кубок африканських націй 2017 - 1-й етап    | -    |           |
| 29-01-2017 | Порт-Жантіль | Єгипет               | 1 – 0                   | Марокко | Кубок африканських націй 2017 - чвертьфінал | -    | 13' 90+3' |
| 01-02-2017 | Лібревіль    | Буркіна-Фасо         | 1 – 1 д.ч. (3 – 4 п.п.) | Єгипет  | Кубок африканських націй 2017 - півфінал    | -    |           |
| 05-02-2017 | Лібревіль    | Єгипет               | 1 – 2                   | Камерун | Кубок африканських націй 2017 - Фінал       | -    |           |
| Усього     |              | Матчів               | 15                      |         | Голів                                       | 0    |           |

## Титули і досягнення
- Чемпіон Єгипту: 2014/15, 2020/21
- Володар Кубка Єгипту: 2015, 2016, 2017/18, 2018/19, 2020/21
- Володар Суперкубка Єгипту: 2016, 2019
- Володар Суперкубка Саудівської Аравії: 2022
- Володар Кубка конфедерації КАФ: 2018/19
- Володар Суперкубка КАФ: 2019
- Срібний призер Кубка африканських націй: 2017